# Championnat du monde de roller in line hockey FIRS 2005
Navigation
Championnat 2004 Championnat 2006
L'édition 2005 du Championnat du monde de roller in line hockey est la 11e édition organisée par la Fédération internationale de roller sport. Elle s'est déroulée à Viry-Châtillon (France), les finales étant disputées à Paris-Bercy.

## Finales
- 5e/6e places : Espagne 5-2 Canada
- 3e/4e : France 2-1 Suisse
- 1er/2e : USA 2-1 République tchèque

## Bilan
| 1  | États-Unis         | Médaille d'or      |
| 2  | République tchèque | Médaille d'argent  |
| 3  | France             | Médaille de bronze |
| 4  | Suisse             |                    |
| 5  | Espagne            |                    |
| 6  | Canada             |                    |
| 7  | Italie             |                    |
| 8  | Allemagne          |                    |
| 9  | Mexique            |                    |
| 10 | Japon              |                    |
| 11 | Australie          |                    |